# جون كورفاس
جون كورفاس (بالإنجليزية: John Korfas)‏ مواليد 21 أغسطس 1962 في آكرون، هو مدرب كرة سلة يوناني/أمريكي ولاعب سابق. بدأ مسيرته الاحترافية في سنة 1986. يبلغ طوله 5 قدم 11.75 بوصة (1.8 م). حقق المركز الثاني في بطولة أمم أوروبا لكرة السلة 1989. اعتزل اللعب في 2001. لعب مع نادي باناثينايكوس لكرة السلة في الدوري اليوناني لكرة السلة.

## الميداليات
| الميدالية | المسابقة                         |
| --------- | -------------------------------- |
| فضية      | بطولة أمم أوروبا لكرة السلة 1989 |

## روابط خارجية
- جون كورفاس على موقع كرة السلة الأوروبية.كوم (الإنجليزية)
- جون كورفاس على موقع كلية كرة السلة في سبورتس رفرنس.كوم (الإنجليزية)